# Johann von Reck

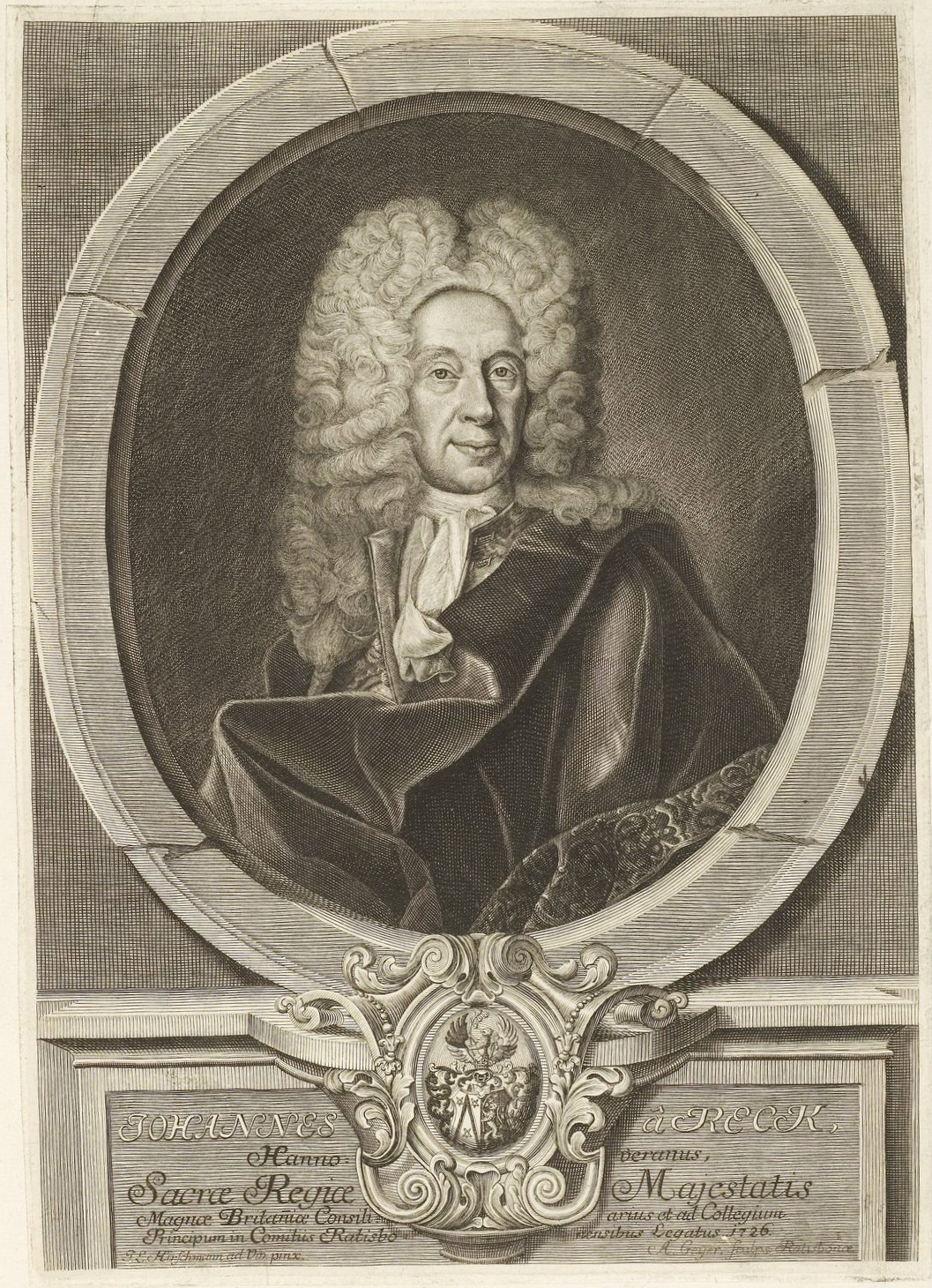
Johann von Reck um 1726

Johann von Reck (* 28. Februar 1662 in Hannover; † 18. Juni 1737 in Regensburg) deutscher Adeliger, war ein Hofrat des Königs von Großbritannien und Kurfürsten von Braunschweig-Lüneburg, ab 1716 Legationsrat des Kurfürstentums Braunschweig-Lüneburg beim Reichstag in Regensburg und von 1725 bis zu seinem Tod Gesandter des Herzogtums Sachsen-Lauenburg ebenda.

## Familie
Johann von Reck entstammte einem Goslarer Patriziergeschlecht. Seinem Großvater war 1627 der Reichsadel verliehen worden. Johann Reck und sein Bruder Georg Eberhard Reck erhielten 1715 von Kaiser Karl VI. das im Adelsbrief nicht ausdrücklich erwähnte Recht, sich von Reck zu nennen. Die wenig begüterte Familie stellte zahlreiche Beamte, Diplomaten und Geistliche. Recks Eltern waren der Kurfürstlich Braunschweig-Lüneburgische Hof- und Regierungsrat Johannes Reck und seine Ehefrau Emerentia Wiffels. Reck war in erster Ehe mit Anna Maria Barthy aus Ödenburg und in zweiter Ehe mit Maria Amalia von Wölckern aus Nürnberg verheiratet. Aus seinen Ehen gingen insgesamt zwölf Kinder hervor, von denen zehn das Erwachsenenalter erreichten. Der aus der ersten Ehe stammende Sohn Johann Gustav von Reck war ebenfalls Diplomat beim Reichstag in Regensburg. Er erwarb ein Grundstück am Rand der nach 1779 entstandenen Fürst-Anselm-Allee, um dort ein Gartenhaus zu errichten, ein Vorhaben, das aber nicht verwirklicht wurde.

## Karriere

### Beginn der diplomatischen Laufbahn
Reck war ab 1688 als Protokollant, dann als Sekretär bei der Gesandtschaft des Herzogtums Braunschweig-Lüneburg (ab 1698 Kurfürstentum Braunschweig-Lüneburg) beim Reichstag in Regensburg tätig. Ab 1709 wirkte er als Legationssekretär des Kurfürstentums und bald nach der Berufung von Kurfürsten Georg I. Ludwig auf den britischen Thron zusätzlich als Hofrat des Königs von Großbritannien.

### Bevollmächtigter des Corpus Evangelicorum
Im Jahr 1720 sandte das Corpus Evangelicorum Reck als Bevollmächtigten mit Kreditiv und Instruktionen an den Hof des Kurfürsten Karl III. Philipp von der Pfalz. Der römisch-katholische Landesfürst hatte Rechte seiner protestantischen Untertanen eingeschränkt. Reck sollte nun die Restitution der Protestanten beobachten und nach Regensburg Bericht erstatten. Obwohl ihm die pfälzische Landesregierung nahelegte, das Kurfürstentum zu verlassen, ihm die Kontaktaufnahme mit den Protestanten des Kurfürstentums untersagte und die kurfürstlichen Beamten nicht mit ihm kooperierten, blieb er in Heidelberg. Mit dieser Mission hatte das Corpus Evangelicorum seine Kompetenzen überschritten. Kaiser Karl VI. betrachtete die Entsendung Recks durch das Corpus Evangelicorum als ungeheure Anmassung. Das sah auch der britische König Georg I. ein. Die sofortige Abberufung Recks wurde aber durch Rudolph Johann von Wrisberg, den fähigen Gesandten des Kurfürstentums Braunschweig-Lüneburg beim Reichstag, verhindert. Wrisberg argumentierte, dass der pfälzische Kurfürst in dem Rückzug ein Einlenken der protestantischen Länder hätte sehen können. Mitte 1723 einigten sich das Corpus Evangelicorum und Karl VI. nach zähem diplomatischen Ringen auf einen Kompromiss. Der Kaiser sollte konfessionell ausgewogene Lokalkommissionen einsetzen, um die Beseitigung der Gravamina durchzusetzen. Im Gegenzug sollte Reck abgezogen werden. Dieser fasste noch im selben Jahr in der Druckschrift „Insufficientia paritionis Palatinae“ zusammen, dass bis dahin nur wenig zugunsten der Protestanten erreicht worden sei. Zwar scheiterte die Einsetzung der Lokalkommissionen an der ungeklärten Finanzierungsfrage, doch rief das Corpus Evangelicorum Reck aus der Kurpfalz ab. Im Folgejahr traf er wieder in Regensburg ein.
Die diplomatische Krise wurde aufgrund ihres konfessionellen Hintergrundes in der Presse heftig diskutiert. Die Berichterstattung machte Reck der politischen Klasse bekannt und führte dazu, dass sein Name mit Diplomatie in Konfessionsfragen des Reiches assoziiert wurde, ohne dass er bei der Lösung der Krise eine aktive Rolle gespielt hatte. Jedoch waren ihm die Interessen der Protestanten im Reich zweifellos ein persönliches Anliegen.

### Gesandter des Herzogtums Sachsen-Lauenburg
Im Jahr 1725 wurde Reck zum Gesandten des dem britischen König unterstehenden Herzogtums Sachsen-Lauenburg, Ratzeburg und der Grafschaften Hoya und Diepholz beim Reichstag bestellt. Er amtierte bis zu seinem Tod.

### Berater auf dem Kongress von Soissons
Auf Recks Empfehlung schlug der britische König Georg II. vor, die religiösen Probleme des Reiches auf dem Kongress von Soissons, auf dem primär der Englisch-Spanische Krieg beendet werden sollte, zu verhandeln. Die evangelisch-lutherischen und reformierten Reichsstände nahmen 1728 das Angebot des Königs an und entsandten keine eigene Delegation. Georg II. folgte der Empfehlung seines Geheimen Kronrats, Reck nach Soissons zu entsenden. Mit dieser Lösung war einerseits das Corpus Evangelicorum zufrieden, da Reck die konfessionelle Situation im Reich kannte, der König konnte andererseits einen Diplomaten einsetzen, dem er vertraute. Er hielt Reck für den einzigen auf dem Kongress vertretenen Diplomaten, der über Wissen und der Erfahrung in Reichsangelegenheiten verfügte. Daher hatte der König ihm die Aufgabe zugedacht, Horatio Walpole, William Stanhope und Stephen Poyntz, die Gesandten Großbritanniens auf dem Kongress, in Reichsangelegenheiten zu beraten.
Reck erläuterte die Streitigkeiten zwischen Georg II. und Kaiser Karl VI. über die vom Kurfürstentum Braunschweig-Lüneburg geforderte Zahlung der Kosten der Reichsexekution gegen Herzog Karl Leopold von Mecklenburg-Schwerin, für die ihm acht mecklenburgische Ämter verpfändet waren. Da dem Kaiser die finanziellen Mittel dazu fehlten, standen weiterhin braunschweigisch-lüneburgische Truppen in Mecklenburg-Schwerin. Weniger erfolgreich war er, als die Rijswijker Klausel des Friedensvertrags zwischen Frankreich und dem Heiligen Römischen Reich aus dem Jahr 1697 thematisiert wurde. Die Klausel kollidierte zulasten der Protestanten mit den Regelungen des als Reichsgesetz geltenden Westfälischen Friedens. Es sollte noch bis 1734 dauern, bis die Klausel aufgehoben wurde.

### Diplomatisches Ungeschick
Im Jahr 1731 schlossen Großbritannien und Österreich einen Vertrag. Im Gegenzug zur britischen und braunschweigisch-lüneburgischen Anerkennung der Pragmatischen Sanktion machte Österreich Zugeständnisse gegenüber dem Kurfürstentum Braunschweig-Lüneburg. Es kam jedoch zu Irritationen auf Seiten Österreichs, als Reck sich vor dem Fürstenrat ungeschickt äußerte. Der braunschweigisch-lüneburgische Gesandte Ludolf Dietrich Hugo behauptete auf Anweisung des Königs, dass Reck noch nicht instruiert worden sei und daher einem bedauerlichen Irrtum unterlegen sei. Auf diese Weise konnten die diplomatischen Wogen geglättet werden. Sicherlich minderte dieser Vorfall aber das Vertrauen, das Georg II. bisher in Reck gesetzt hatte.

### Reck und die Salzburger Emigration

#### Diplomatisches Geplänkel um die Exulanten
Im Jahr 1731 offenbaren die Berichte der Regensburger Gesandten Reck und Hugo die sich in Salzburg anbahnende Krise. Der salzburgische Fürsterzbischof Leopold Anton Eleutherius von Firmian hatte begonnen, seine protestantischen Untertanen zur Emigration zu zwingen. Zunächst verweigerten die beiden Diplomaten die Aufnahme von Glaubensgenossen, da die braunschweigisch-lüneburgischen Länder ausreichend bevölkert seien. Nachdem Preußen diese aber aufnehmen wollte, wurden beim braunschweigisch-lüneburgischen Hofrat aber Begehrlichkeiten geweckt. Nun sollten 60 Familien in Sachsen-Lauenburg angesiedelt werden. Allerdings sollten bestimmte Anforderungen erfüllt sein, u. a. suchte man Tabakpflanzer. Schließlich wandten sich Reck und Hugo an den preußischen Hofrat Johann Göbel, der die Transporte der Salzburger Emigranten nach Ostpreußen organisierte, diese aber grundsätzlich für Preußen reklamierte. Es gelang den Diplomaten daher erst Mitte 1733, Salzburger für die braunschweigisch-lüneburgischen Länder zu gewinnen.

#### Salzburger für die Kolonie Georgia
Im Jahr 1732 mussten sich die britischen Trustees for Establishing the Colony of Georgia in America vom Gedanken verabschieden, Siedler für die Kolonie Georgia aus dem Londoner Prekariat zu rekrutieren, da die Lobby der Manufakturen einen den Verlust billiger Arbeitskräfte befürchtete. Ersatzweise sollten in Zusammenarbeit mit der Society for Promoting Christian Knowledge von dem Gedanken Salzburger Emigranten als Kolonisten geworben werden. Die Diplomaten Reck und Hugo konnten für die Suche nach geeigneten Siedlern Salzburgischer Provenienz gewonnen werden. Der Großteil emigrierten Salzburger war jedoch bereits in Preußen untergekommen und Samuel Urlsperger, Senior und Pfarrer an der St.-Anna-Kirche in Augsburg, war skeptisch, ob er unter diesen Umständen Emigranten, die nie zuvor einen Ozean gesehen hatten, für eine Ansiedlung auf der anderen Seite des Atlantiks gewinnen könne. Da er aber mit einer weiteren Auswanderungswelle im Frühjahr 1733 rechnete, schlug Samuel Urlsperger vor, für die Ansiedlung in Georgia direkt im Fürsterzbistum Salzburg zu werben. Reck, mit dem Urlsperger regelmäßig korrespondierte, warnte jedoch davor, die Untertanen eines anderen Landesherrn ohne Unterstützung durch König und Parlament zur Auswanderung zu ermuntern. Als Urlsperger letztendlich doch noch eine Gruppe von Salzburger Exulanten, die sich bereits auf Reichsgebiet befand, zu Niederlassung in Georgia motivieren konnte, setzte Reck durch, dass sein Neffe Philipp Georg Friedrich von Reck, sie als königlich britischer Kommissar nach Georgia begleitete. Reck sollte die Rückkehr des bei einem zweiten Emigrantentransport gescheiterten Neffen im Januar 1737 noch erleben, starb aber fünf Monate später.

### Begräbnis
Reck wurde am 22. Juni 1737 in Regensburg auf dem Gesandtenfriedhof bei der Dreieinigkeitskirche in der alten Gruft der Familie Dreher ohne eigene Grabplatte begraben. Im Begräbnisverzeichnis für den Friedhof der protestantischen Gesandten am Immerwährenden Reichstag (Gesandtenfriedhof) findet sich für ihn ein Eintrag.
Oberhalb der Grabstätte an der Mauer findet sich ein schlichtes, heute leider stark verwittertes Barockepitaph, dessen dominierende Inschrifttafel aus rotem Marmor noch so gut erhalten ist, dass die Inschrift noch weitgehend lesbar ist.

## Schriften
- Insufficientia paritionis Palatinae. Oder Unvollkommenheit der Chur-Pfälzischen Herstellung des Baadischen Friedens-Standes in Religions-Sachen. Wie weit es nemlich mit solcher Herstellung bis Michaelis 1723 gekommen. Sambt dazu gehörigen Beylagen. [Regensburg] 1723. Digitalisat
- Des Königlich-Groß-Britannischen und Chur-Braunschweigischen Raths Herrn von Reck als dermahligen Bevollmächtigten des Evangelischen Corporis bey Chur-Pfaltz an dasselbe gegen die ihme von dem Verfasser der Chur-Pfältzischen Paritions-Anzeigen und sonst geschehene ungleiche Beymessungen unterm 25sten Septembris 1723 erlassene Vertheidigungs-Schreiben. [ Regensburg] 1723.